# 布拉吕
布拉吕（法語：Blaru，法語發音：[blaʁy]）是法国伊夫林省的一个市镇，属于芒特拉若利区。

## 地理
布拉吕（49°2'56"N, 1°28'42"E）面积14.84 平方千米，位于法国法蘭西島大區伊夫林省，该省份为法国北部内陆省份，北起瓦兹河谷省，西接厄尔省，西南接厄尔-卢瓦省，东南接埃松省，东临上塞纳省。
与布拉吕接壤的市镇（或旧市镇、城区）包括：谢涅、杜安、韋爾農、绍富尔莱博尼耶尔。

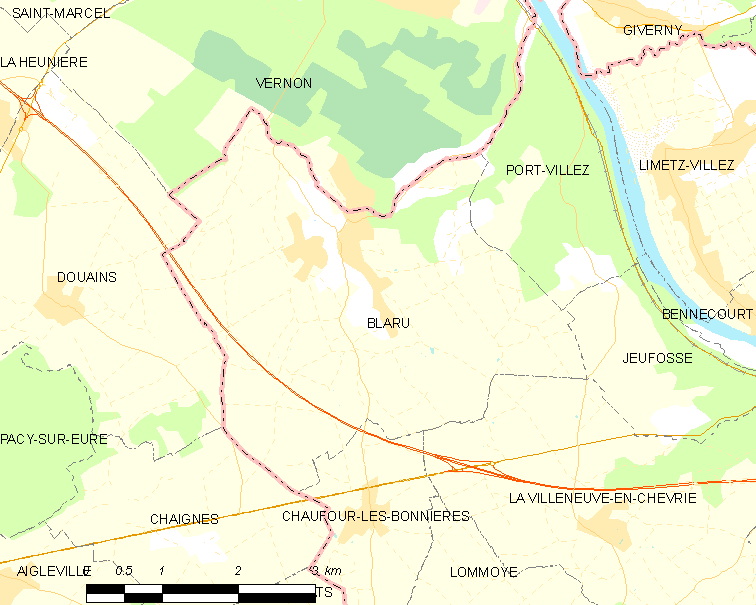
布拉吕的OSM定位图

布拉吕的时区为UTC+01:00、UTC+02:00（夏令时）。

## 行政
布拉吕的邮政编码为78270，INSEE市镇编码为78068。

## 政治
布拉吕所属的省级选区为塞纳河畔博尼耶尔县。

## 人口

1962-2008年间布拉吕人口变化图示

布拉吕于2022年1月1日时的人口数量为886人。